# Simulium patzicianense
Simulium patzicianense es una especie de insecto del género Simulium, familia Simuliidae, orden Diptera.
Fue descrita científicamente por Takaoka & Takahasi, 1982.